# Hans Delmotte
Hans Delmotte, född 15 december 1917 i Liège, död 1945, var en belgisk promoverad läkare och SS-Obersturmführer. Han var från september 1944 till januari 1945 lägerläkare i Auschwitz. Delmotte deltog bland annat i de selektioner vid vilka det bestämdes vilka interner som skulle föras till gaskamrarna. Delmotte begick självmord 1945.